# Miguel Angel Cotto
Miguel Angel Cotto est un boxeur portoricain né le 29 octobre 1980 à Caguas.

## Carrière
Il devient champion du monde des poids super-légers WBO le 11 septembre 2004 après avoir battu Kelson Pinto par arrêt de l'arbitre au 6e round. Après 6 défenses victorieuses, il laisse son titre vacant pour affronter Carlos Quintana, titre WBA des welters en jeu. Il l'emporte par abandon à l'appel de la 6e reprise le 2 décembre 2006. Il domine ensuite Oktay Urkal, Zab Judah, Shane Mosley et Alfonso Gomez mais perd sa ceinture face à Antonio Margarito le 26 juillet 2008 après une furieuse bataille qui dura 11 rounds. Cette défaite sera controversée lorsque l'on découvrira à l'occasion de son combat suivant face à Mosley que le boxeur mexicain utilisait des bandages bien plus durs qu'autorisé.
Malgré la polémique, Cotto parvient à rebondir et s'empare le 21 février 2009 du titre WBO vacant des welters en stoppant au 5e round Michael Jennings, titre qu'il conserve le 13 juin 2009 en battant aux points par décision partagée le Ghanéen Joshua Clottey,. Le 14 novembre 2009, au MGM Grand de Las Vegas, il affronte Manny Pacquiao. Dominé par la vitesse d'exécution du philippin, il est compté au 3e et au 4e round avant d'être stoppé par l'arbitre dans la dernière reprise.
Miguel Angel Cotto se remet une nouvelle fois de sa défaite en devenant champion du monde dans une 3e catégorie, celle des super-welters WBA, en détrônant dès le combat suivant Yuri Foreman le 5 juin 2010 par arrêt de l'arbitre à la 9e reprise. Il confirme ce succès le 12 mars 2011 en stoppant au 12e round Ricardo Mayorga puis le 3 décembre 2011 en prenant sa revanche face à Margarito (ce dernier, très en retard aux points sur les cartes des juges, ne reprenant pas le combat à l'appel du 10e round en raison d'une blessure à l'œil.
Cotto cède finalement son titre WBA face à Floyd Mayweather Jr. en s'inclinant aux points à l'unanimité des juges le 5 mai 2012 au MGM Grand de Las Vegas puis perd contre Austin Trout, également aux points, le 1er décembre 2012.
Il remporte néanmoins son combat suivant contre le dominicain Delvin Rodriguez par KO au 3e round en octobre 2013 avant de tenter de remporter un titre mondial dans une 4e catégorie, celle des poids moyens. Le 7 juin 2014, il affronte Sergio Gabriel Martinez pour la ceinture de champion du monde WBC. Cotto envoie son adversaire à terre trois fois dans le premier round, et une nouvelle fois dans le 9e round. Martinez abandonne à l'issue de ce round, Cotto devient champion du monde dans une nouvelle catégorie, titre qu'il défend le 6 juin 2015 en battant l'Australien Daniel Geale par arrêt de l'arbitre au 4e round. 
Le 21 novembre 2015, il affronte le Mexicain Saúl Álvarez, ancien champion du monde des poids super-welters qui ne compte qu'une défaite en 47 combats. Cotto, bien que meilleur techniquement, est dominé en puissance et en vitesse et perd son titre par décision unanime. Il redevient toutefois champion WBO de cette catégorie le 26 août 2017 en battant aux points Yoshihiro Kamegai avant d'annoncer sa retraite après sa défaite aux points contre Sadam Ali le 2 décembre 2017.

## Distinction
- Miguel Angel Cotto est membre de l'International Boxing Hall of Fame depuis 2022.